# Khu bảo tồn chim Last Mountain Lake
Khu bảo tồn chim Last Mountain Lake là một di tích lịch sử quốc gia của Canada, nằm ở khu tự quản đồng quê của Thung lũng Last Mountain số 250 ở Saskatchewan. Đây là khu bảo tồn chim di cư đầu tiên được thành lập ở Bắc Mỹ. Khu vực rộng 47,36 km2 (18,29 dặm vuông) nằm trong Khu vực Động vật hoang dã Quốc gia Last Mountain Lake, một địa điểm của Chương trình Sinh học Quốc tế, và bao gồm các vùng cao liền kề.
Khu bảo tồn là nơi làm tổ của nhiều loài chim di cư và thuộc địa, trong đó có sếu đồi cát và loài có nguy cơ tuyệt chủng sếu Mỹ. Hồ có bãi đẻ trứng phong phú được sử dụng bởi nhiều loài cá, bao gồm cả những cá trâu lớn dễ bị tổn thương. Nó được công nhận là Di tích lịch sử quốc gia của Canada vào năm 1987, kỷ niệm một trăm năm của nó, do các khu vực tự nhiên chưa bị xâm phạm, trong đó có các vùng đất ngập nước, bờ biển, rừng và đồng cỏ liền kề, đây là khu bảo tồn chim đầu tiên ở Canada.

## Lịch sử
Năm 1887, Trung tướng quân đội của Lãnh thổ Tây Bắc Edgar Dewdney đề nghị thành lập một khu vực để bảo vệ các loài gia cầm hoang dã. Vào ngày 8 tháng 6 năm 1887, đã thành lập khu bảo tồn chim Dominion tại Last Mountain Lake. Đây là khu bảo tồn chim đầu tiên được thành lập ở Bắc Mỹ. Một thửa đất rộng khoảng 2.500 mẫu Anh (10 km2) được dành làm nơi sinh sản, bao gồm 27 km (17 dặm) bờ hồ. Vào năm 1917, nó được đặt tên chính thức là Khu bảo tồn Chim trên Last Mountain Lake, và được quản lý và vận hành bởi Liên minh Cá và Trò chơi. Năm 1921, nó được bảo vệ theo Đạo luật Công ước Chim di cư Liên bang.

## Mô tả
Khu bảo tồn chim Last Mountain Lake nằm ở vùng đồng cỏ hỗn hợp phía Bắc. Nó được đặc trưng bởi các bãi bùn được sử dụng bởi chim lội và đầm lầy cỏ được sử dụng bởi ngỗng ở bờ phía bắc của hồ, mực nước trong hồ được điều tiết "trong một loạt lưu vực" bởi các công trình thủy lợi được xây dựng bởi Ducks Unlimited Canada. Một con đập ở phía nam của hồ được sử dụng để kiểm soát độ sâu của nước.
Bờ hồ chủ yếu là cát, xen kẽ với các dải đá hoặc sỏi, có nhiều bán đảo hình thành các vịnh giữa chúng. Đầm lầy cạn cũng có hố gà và vùng đất ngập nước mặn lau sậy dọc bờ. Khắp hồ là một số đảo tự nhiên. Vùng cao xung quanh bao gồm đồng cỏ bản địa và đồng cỏ thấp, phần lớn có chất kiềm.
Tham quan vào khu bảo tồn chim di trú được cho phép, với bảy con đường kết nối đến đây. Địa điểm này tuân thủ Quy định về Khu bảo tồn Chim di cư của liên bang, nghiêm cấm săn bắn chim di trú, phá hoại, xâm phạm hoặc khai thác yến sào và trứng. Các hoạt động được phép bao gồm đi bộ đường dài, câu cá (theo quy định của tỉnh) và chèo thuyền.

## Động vật
Cuộc di cư của loài chim Bắc Mỹ mùa thu nhìn thấy có tới 400.000 chim họ vịt và 75.000 con sếu cát dừng chân tại địa điểm này. Các hòn đảo của hồ cũng hỗ trợ các loài chim khác nhau làm tổ thành các thuộc địa. Sếu đầu đỏ, một loài có nguy cơ tuyệt chủng, đã được ghi nhận sử dụng hồ làm khu vực tổ chức trong quá trình di cư của nó.
Nhiều loài cá sống trong hồ, nơi "cung cấp một số nơi sinh sản và vườn ươm phong phú nhất ở Saskatchewan", bao gồm cả cá trâu lớn dễ bị tổn thương, một loài cá ăn lọc. Vùng đất xung quanh hồ có nhiều loài động vật có vú khác nhau và được hươu dùng làm nơi trú đông.

## Di tích lịch sử quốc gia
Vào ngày 24 tháng 6 năm 1987, Khu bảo tồn được chính thức công nhận là Di tích Lịch sử Quốc gia Canada. Buổi lễ cống hiến được chủ trì bởi Hoàng tử Philip, Công tước xứ Edinburgh. Việc chỉ định được cấp chủ yếu vì đây là khu bảo tồn đầu tiên "đủ khả năng bảo vệ các loài chim di cư" đã được thành lập ở Canada. Trong số các yếu tố được trích dẫn để chỉ định là các đặc điểm tự nhiên chưa bị xâm phạm, bao gồm các vùng đất ngập nước, nước và bờ hồ, rừng và đồng cỏ liền kề. Địa điểm cũng được trích dẫn là khu vực được quản lý, bao gồm đập và các công trình kiểm soát nước khác, và các cánh đồng hoa màu gần đó thu hút chim.